# Janine Villard
Pour les articles homonymes, voir Villard.
Janine Villard est une actrice française née en 1926.

## Filmographie
- 1943 : Port d'attache de Jean Choux : Bichette
- 1946 : L'Homme au chapeau rond de Pierre Billon : Lily
- 1949 : Au royaume des cieux de Julien Duvivier : Marcelle
- 1952 : Le Costaud des Batignolles de Guy Lacourt
- 1952 : Bille de clown de Jean Wall